# Mama Kanzaku
Mama Kanzaku de son vrai nom Marie-Louise Mombila Ngelebeya, née le 11 juin 1930, décédée le 29 mai 2009, est une animatrice de radio et de télévision congolaise, connue pour ses émissions sur la musique populaire congolaise.
Son nom est souvent associé à celui de son amie et collègue, Mama Angebi, avec qui elle co-animait ses émissions. Mama Angebi et Mama Kanzaku sont les pionnières de la chronique de la musique populaire à la radio et à la télévision congolaise.

## Biographie
Elle naît à Kinshasa, qui s’appelle alors Léopoldville et est la capitale du Congo belge. Elle passe toute sa vie dans cette cité qui compte 30 000 habitants à sa naissance en 1930, 200 000 habitants en 1950 et 1 million en 1970. Elle habite à proximité du grand marché, des boutiques de musique et du parc de Boeck, lieu prisé par les musiciens. Elle reçoit une formation dans une école catholique, tout en appréciant les concerts, la mode et la compagnie des artistes. 
Elle fait ses études primaires à l'école Sainte-Thérèse de Lisieux de la congrégation catholique des religieuses du Cœur Immaculé de Marie (CIM) de 1936 à 1942. Ensuite elle suit des études post-primaires à l'école ménagère de 1943 à 1945. En 1951, elle effectue un premier stage à la Radio Congo Belge pour Africains (RCBA) où elle apprend le métier de technicienne de production. Puis, en 1959 elle est engagée comme contractuelle. Une année plus tard en 1960, elle passe sous statut. Mama Kanzaku a ainsi travaillé pendant 45 ans, soit de 1959 à 2004, à la Radio et à la télévision congolaise.  
Les femmes  jouent un rôle majeur dans l’invention d’un mode de vie urbain dans cette grande métropole africaine. Elles dominent le petit commerce, organisent la vie au sein des cellules familiales et déterminent aussi les modes vestimentaires et musicales. 
L’une d’elles, Pauline Lisanga, devient présentatrice à la RCBA, la Radio Congo Belge pour Africains, lancée en 1949. Peu de Congolais ont à l’époque un poste de radio, mais à Léopoldville, des haut-parleurs sont accrochés à plusieurs endroits permettant d’écouter les émissions diffusées sur les ondes,.  
Marie Louise Ngelebeya Mombila entre aussi à la radio. Elle y est technicienne de production, monteuse, puis réalisatrice, conciliant à travers ces métiers sa joie de vivre et son intérêt pour la musique populaire et la danse. Elle y apporte également sa connaissance des goûts des auditeurs congolais noirs. L’indépendance du pays est décrétée le 30 juin 1960. Cette indépendance est immédiatement chantée dans un titre de rumba congolaise, en lingala, composé pendant les négociations à Bruxelles et qui est resté célèbre sur tout le continent, Indépendance Cha Cha, du Grand Kallé et de son groupe l'African Jazz. C'est un des premiers tubes panafricains.  
La RCBA devient la Radio Congo belge (RCB). Mais les 5 premières années après avoir accédé à l’indépendance sont des années de crise dans le pays. En 1965, Mobutu Sese Seko prend le pouvoir et impose un régime autoritaire. En 1966, Marie Louise Ngelebeya Mombila lance notamment, avec son amie Marie José Angebi Engea, l’émission Tango ya Ba Wendo, consacrée aux pionniers de la musique congolaise dont Wendo Kolosoy. Elle est tout d’abord à la technique, mais trois ans plus tard, elle coanime l’émission. Elle est désormais surnommée Mama Kanzaku. En 1973, les deux amies créent l’émission télévisée Bakolomiziki, du nom d’un groupe d'anciens musiciens congolais. Elle prend sa retraite en 2004 et meurt dans sa ville natale cinq ans plus tard, en 2009.

## Tango Ya Ba Wendo
Mama Angebi et Mama Kanzaku vont créer à deux, un concept d'émission qu'elles baptisent Tango ya ba Wendo (l'époque ou la génération de Wendo). C'est une émission radiodiffusée qu'elles proposent à la direction des programmes de la Radio nationale. C'est en 1966 que l'émission voit le jour, sous le format de « disques demandés » par les auditeurs. Au-delà des disques demandés, elles racontent  l'histoire de la musique populaire congolaise, mais aussi l'histoire de la ville de Kinshasa à travers l'histoire de la musique. C'est une émission pionnière qui va donner naissance aux autres émissions de variétés d’anciens succès de la musique et d'anciennes vedettes de la chanson congolaise.
En réalité, elles vont emprunter le nom de leur émission au titre de la chanson Tango Ya Ba  Wendo du musicien Franco Luambo Makiadi, éditée la même année en 1966 aux éditions Populaires. Dans cette chanson qui a été interprétée par Mulamba Joseph (Mujos) et par Michel Boyinda au sein de l’OK Jazz, Franco rend hommage aux pionniers de la musique populaire congolaise de la génération précédente à la sienne (les années 1940 et 1950), dont Wendo fut la vedette la plus renommée. Il y rappelle l’épopée des pionniers de la musique congolaise des deux rives du fleuve Congo, et cite notamment les noms des chanteurs de cette époque dont Papa Wendo, Paul Kamba, Henri Bowane, Adou Elenga, Jimmy (Zacharie Elenga), Paul Mwanga, etc. Il y évoque même la chanson à succès Marie-Louise de Wendo et Bowane.
Le terme Tango Ya Ba Wendo a servi plus tard de titre à un film documentaire sur l'histoire du chanteur congolais Wendo Kolosoy. C'est Mama Kanzaku qui mène l'interview avec Wendo tout au long de ce documentaire. Ce film, sorti en 1992, a été réalisé par Mirko Porpovitch et Kwami Zengi.
L'idée de l'émission Tango Ya Ba Wendo, est née de l'écoute régulière d'une émission de musique qui était diffusée sur les ondes de la radio nationale du Congo-Brazzaville, selon les indications de Mama Kanzaku dans une interview accordée à José Nzolani en janvier 1999. L'émission de Brazzaville s'appelait Les merveilles du passé, et revenait sur l'histoire de la musique populaire congolaise des deux rives du fleuve Congo avant l'indépendance en 1960. C'est ainsi que Mama Angebi et Mama Kanzaku ont eu l'idée de faire une émission semblable à la radio de Kinshasa. Elles ont proposé leur projet à Monsieur Théophile Ayimpam, qui était alors le directeur des programmes à la radio. Ayant eu le soutien et l'accord du directeur des programmes, elles ont pu lancer leur émission. Dès son lancement cette émission hebdomadaire est un franc succès, et elle devient un rendez-vous dominical attendu. De 1966 à 1969, Mama Angebi assure l'animation, tandis que Mama Kanzaku est à la réalisation et à la prise de son. Mais en 1969, la direction des programmes leur demande d'essayer de présenter l'émission en duo. La complicité que les auditeurs ressentent entre les deux animatrices donne un nouvel élan à cette émission et participe à faire grimper les audiences. L'émission a depuis lors été présentée en  co-animation jusqu'à la disparition de Mama Angebi en 1981, puis Mama Kanzaku a continué la présentation  en solo jusqu'à sa retraite en 2004.

## Bakolo Miziki
Avec le succès de leur émission à la Radio, et à la demande des auditeurs, Mama Angebi et Mama Kanzaku ont créé en 1973 une version télévisée de leur émission. Cette émission s'appelait Bakolo Miziki (Les pionniers de la musique).

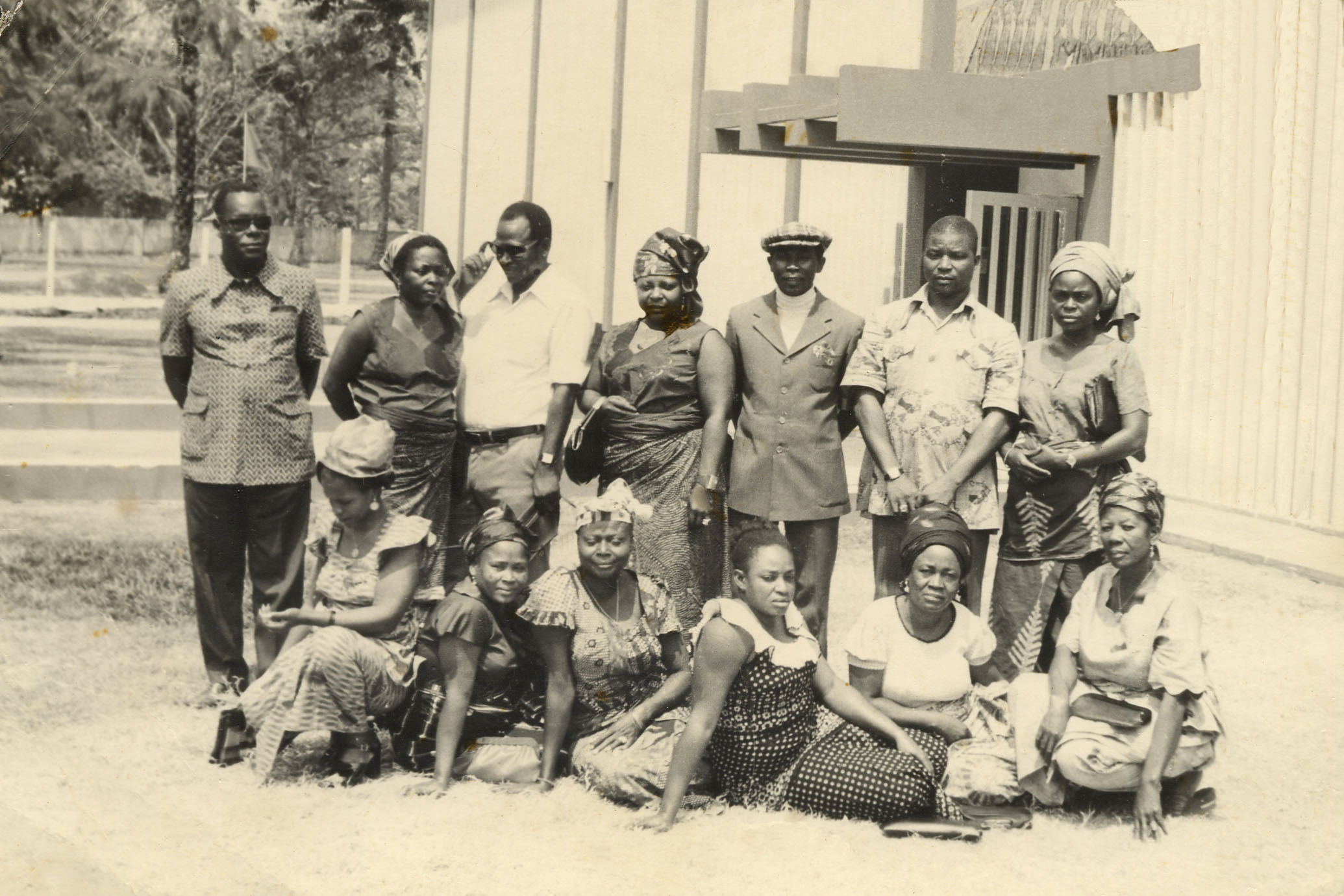
Les membres du groupe Bakolo Miziki autour de Mama Angebi et Mama Kanzaku devant le studio de la Renapec à Kinshasa en 1977.

Vers la fin de l'année 1972, un auditeur assidu de l'émission radiophonique Tango Ya Ba Wendo, qui était un officier militaire congolais en poste à l'Ambassade du Congo à Washington, adresse une lettre au nouveau Président directeur général de la RTNC (Radio-Télévision Nationale Congolaise), Monsieur Louis-Roger Dongo, lui proposant la création d'une version télévisée de l'émission.  La proposition a été acceptée par la direction générale. Au début de l'année 1973, les deux animatrices  invitent  les ténors de la musique congolaise d'avant l'indépendance à une réunion pour discuter des modalités de la nouvelle émission, et pour qu'ensemble ils puissent lui trouver un nom, car elles hésitaient entre plusieurs propositions. Seuls se sont présentés à cette réunion, Vicky Longomba et Rossignol, mais également  Pius Bokanga, un de leurs vieux amis kinois. C'est le chanteur Vicky Longomba qui a suggéré d'appeler l'émission Bakolo Miziki (les pionniers de la musique) et cette proposition a été retenue. L'émission Bakolo Miziki a ainsi vu le jour en 1973.
Alors que l'émission de radio Tango Ya Ba Wendo était basée sur un concept de « disques demandés » par les auditeurs, l'émission de télévision Bakolo Miziki a été plutôt construite sur un concept rappelant les dancings-bars de l'époque. L'émission télévisée demande de ce fait un budget beaucoup plus important que celui de la radio. En effet, pour reproduire l'ambiance des dancings-bars de l'époque coloniale, il fallait louer un orchestre, trouver un public fidèle chaque semaine, formé de quelques hommes et femmes connaissant bien les chansons et sachant esquisser les pas de danse de l'époque, et disposer d'un stock de boisson à servir pendant l'émission comme dans les dancing-bars, etc. L'émission Bakolo Miziki était enregistrée chaque semaine au studio de la Régie nationale de production des émissions culturelles (Renapec) et elle était diffusée le vendredi soir, puis rediffusée le dimanche après-midi.  Pendant la présentation de l'émission, les animatrices s'adonnaient à un jeu de rôles, se répartissant le rôle d'une dame âgée (Mama Angebi) racontant les hauts faits de la musique congolaise à une jeune dame (Mama Kanzaku); elles s'appelaient ainsi mutuellement pour Mama Angebi Mama Koko (grand-mère) et Mama Kanzaku  Mwana 15 ans (jeune fille de 15 ans). L'émission Bakolo Miziki eut un énorme succès sur la chaine de télévision congolaise. Elle accrut la notoriété des deux animatrices et participa à garder dans la mémoire collective, le souvenir des chanteurs et musiciens congolais en faisant connaitre leurs visages aux jeunes générations. 
Bakolo Miziki, c'est aussi une mutuelle regroupant les participants les plus réguliers à l'émission. On peut voir les membres de cette mutuelle sur le cliché ci-dessus autour de Mama Kanzaku et Mama Angebi, sur cette photo prise en 1977 juste avant le tournage de l'émission devant le studio de la Renapec (qui est devenue RTNC 2) où l'émission était enregistrée.

## Sources primaires
- Nzolani José, 2009, Émission Le Miroir du 21 juillet 2009, Hommage à Mama Kanzaku sur le site nzolani.net
- Mboka Mosika, 2009, Chronique nécrologique du 9/06/2009, Mama Kanzaku n'est plus, sur le site Mboka Mosika
- Muana Mangebo, 2009, Adieu à Mokolo Miziki, Mama Kanzaku Ngelebeya. Ce Portrait de Mama Kanzaku est signé par le rédacteur Muana Mangembo le 15 juin 2009 sur le site Mboka Mosika
- Mangondo Chouna, 2005, Émission Souvenirs...souvenirs, Spécial Bankolo Miziki avec Maman Kanzaku et Maman Angebi, émission réalisée en 2005 sur la chaine 2 de la RTNC et animée par Chouna Mangondo et Bijou Bakole. Mise  sur la chaine YouTube chouna Mangondo TV, le 20 mai 2016 sous le titre  Hommage à Maman Angebi . Voir sur chouna Mangondo TV